# استفانو دا ورونا
استفانو دا ورونا (یا دا زویو؛ حدود ۱۳۷۹–۱۴۳۸) نقاشی ایتالیایی بود که در ورونا فعالیت می‌کرد.
او پسر نقاش فرانسوی ژان دآربوا بود که پس از کار در دربار برای فیلیپ دوم بورگوندی، برای جیان گالئاتزو ویسکونتی به ایتالیا آمد. او احتمالاً در پاویا در کارگاه‌های روشنگران ویسکونتی شاگردی کرده‌است.
او تحت تأثیر میشلینو دا بسوززو قرار گرفت، همان‌طور که می‌توان آن را در اثرش به نام مدونای باغ رز (دهه ۱۴۲۰–۱۴۳۰) مشاهده کرد، که به گونه‌های مختلف به او یا میشلینو نسبت داده می‌شود.
قبل از اقامت در ورونا، استفانو در پادوآ کار می‌کرد. او در ورونا آثار مهم خود را اجرا کرد، مانند ستایش مغان (اکنون در پیناکوتکا دی بررا) که آن را امضا کرد و تاریخ آن در سال ۱۴۳۴ است. تابلویی که باکره و کودک را با فرشتگان در باغی با پرچین گل رز در موزه هنر ووستر نشان می‌دهد، به استفانو نسبت داده شده‌است.
او دوست پیسانلو بود که در همان دوره در ورونا بود. وینچنزو دی استفانو دا ورونا احتمالاً یک شاگرد بود. برادران او، جووانی آنتونیو و جیووانی ماریا نیز نقاش بودند.